# 22 décembre 1969
Le lundi 22 décembre 1969 est le 356e jour de l'année 1969.

## Naissances
- Andreja Katič, femme d'État slovène
- Christophe Dubois, dessinateur de bandes dessinées
- Dagmar Hase, nageuse allemande
- Frédérique Quentin,  athlète française
- François Vauglin, homme politique français
- Gianna Hablützel-Bürki, escrimeuse suisse
- Lee Jung-hee, femme politique sud-coréenne
- Mark Robins, joueur de football britannique
- Martine Bègue, athlète française
- Mats Lilienberg, footballeur suédois
- Myriam Bédard, biathlète canadienne
- Olivier Carreras, chanteur et acteur de séries télévisées, membre du groupe Classe mannequin
- Séverine Vidal, autrice d'ouvrages pour la jeunesse
- Scott McGrory, coureur cycliste australien
- Siegfried Voglreiter, skieur alpin autrichien
- Susana Sumelzo Jordán, femme politique espagnole
- Sandra Forgues, sportive française

## Décès
- Armin von Gerkan (né le 30 novembre 1884), archéologue allemand
- August Momberger (né le 26 juin 1905), pilote automobile allemand
- Enrique Peñaranda del Castillo (né le 15 novembre 1892), général et homme politique bolivien
- Ilse Steppat (née le 17 novembre 1917), actrice allemande
- Josef von Sternberg (né le 29 mai 1894), cinéaste
- Wilbur Hatch (né le 24 mai 1902), compositeur américain

## Événements
- Inauguration de Planétarium de Bogota